# Каса
Каса — жанр корейской средневековой поэзии. Каса представляют собой крупные стихотворные произведения о знаменательных событиях прошлого, достопримечательностях страны, жизни народа Кореи и его соседей. Стихотворная форма процветала во время династии Чосон, а появилась ранее, во время династии Корё, в середине XV века. Одной из первых каса была «Воспеваю весну» Чон Гыгина (1401—1481).
Самым известным автором поэзии каса был Чон Чхоль (1536-94).